# Südbrookmerland
Südbrookmerland è un comune di 18 264 abitanti della Bassa Sassonia, in Germania.
Appartiene al circondario (Landkreis) di Aurich (targa AUR).

## Istruzione
L'università più vicina a Südbrookmerland è l'Università di Oldenburg. Nel 2006 viene inaugurata la prima scuola Waldorf della Frisia orientale, ma nel 2013 si trasferisce in nuova sede ad Aurich.